# Crocidura kivuana
Crocidura kivuana је сисар из реда Soricomorpha и фамилије Soricidae.

## Угроженост
Ова врста се сматра рањивом у погледу угрожености врсте од изумирања.

## Распрострањење
Ареал врсте је ограничен на једну државу, ДР Конго.

## Станиште
Станиште врсте су планинска мочварна подручја, од 1700 до 2000 метара надморске висине.